# ساندي فرانك
ساندي فرانك (بالإنجليزية: Sandy Frank)‏ هو منتج تلفزيوني أمريكي، ولد في 11 يوليو 1929 في ماونت كيسكو في الولايات المتحدة.

## وصلات خارجية
- الموقع الرسمي
- ساندي فرانك على موقع IMDb (الإنجليزية)
- ساندي فرانك على موقع قاعدة بيانات الفيلم (الإنجليزية)